# Women in prison

Una scena da Violenza in un carcere femminile con Laura Gemser, esempio di WIP italiano

I women in prison film (lett. "film sulle donne in prigione", conosciuti anche con l'acronimo WIP) sono un sottogenere dei film d'exploitation. Le loro storie spesso coinvolgevano donne soggette a stupri ed altri tipi di abusi fisici, di solito da donne guardiane delle prigioni dove erano rinchiuse. Il genere annovera anche molti film in cui le donne in carcere intrattengono relazioni sentimentali tra loro.
Forse la migliore spiegazione per l'improvviso successo dei film women in prison è che il genere è più che altro considerato una versione cinematografica dei pulp magazine riguardanti le avventure erotiche di sadici guardiani di prigioni. Infatti, al centro di riviste pseudo-pornografiche come Argosy c'erano spesso storie riguardanti nazisti che tormentavano la classica "damigella in pericolo". Argosy è solo un caso di una moda che nelle riviste si andò diffondendo durante gli anni cinquanta e sessanta. I film sembrarono invece essere più espliciti nel rappresentare le lotte femminili, sotto l'ottica della perversione sessuale.

## Storia
Hollywood iniziò a sfornare film ambientati in prigioni femminili sin dall'inizio degli anni trenta come L'uomo che voglio con Jean Harlow, ma generalmente solo una minima parte dell'azione aveva come sfondo la galera. Non fu prima degli anni cinquanta, con l'uscita di Prima colpa con Eleanor Parker ed Agnes Moorehead e di La rivolta delle recluse con Ida Lupino e Cleo Moore, che l'intera storia fosse ambientata nelle carceri femminili. Per quanto riguarda l'Italia, è del 1958 il film Nella città l'inferno con Anna Magnani e Giulietta Masina, interamente ambientato nella prigione femminile delle "Mantellate".
I film women in prison si svilupparono negli anni trenta come una forma di melodramma: giovani eroine erano imprigionate cosicché riuscissero a correggere le loro imperfezioni caratteriali e divenire delle cittadine-modello. Sotto l'influenza delle riviste pulp, divennero i B-movie degli anni cinquanta, che ancora oggi vengono ricordati per la loro popolarità.
Dagli anni settanta, sono considerati un sottogenere della pornografia, perché molto spesso l'azione si focalizza non tanto sulla vita di prigione quanto sulle fantasie sessuali delle donne stesse e dei loro guardiani. Gli esempi più noti dei film women in prison sono probabilmente due pellicole: Ilsa la belva delle SS (che sconfinava nella nazisploitation) e Femmine in gabbia di Jonathan Demme. L'attrice Pam Grier interpretò un gran numero di pellicole del genere, come Sesso in gabbia di Roger Corman, The Big Bird Cage, Rivelazioni di un'evasa da un carcere femminile e Donne in catene. Anche il cinema europeo affrontò le tematiche del genere con titoli come Penitenziario femminile per reati sessuali (conosciuto in Italia anche col titolo Una secondina in carcere femminile) di Jess Franco. Probabilmente il più noto film europeo del filone women in prison è 99 donne, di Franco.
In Italia i titoli più conosciuti sono Violenza in un carcere femminile e Blade Violent - I violenti, entrambi diretti da Bruno Mattei e interpretati da Laura Gemser nel ruolo di Emanuelle nera, Prigione di donne, diretto da Brunello Rondi, e Le evase - Storie di sesso e di violenze, diretto da Giovanni Brusatori e interpretato da Lilli Carati. In seguito al declino di questo genere, in Italia si è prodotto solo un altro women in prison: Anime perse, diretto nel 2006 da Bruno Mattei. Per quanto riguarda il cinema giapponese, Meiko Kaji recitò nella serie di women in prison film della serie di Scorpion, diretta da Shun'ya Itō ed adattata dal manga. La BBFC del Regno Unito ha vietato molti di questi film, tra cui Camp 7 - Lager femminile (vietato nel 2002) e Penitenziario femminile per reati sessuali (vietato nel 2004), dal momento che contengono scene molto forti di violenza sessuale.

## Filmografia
- L'uomo che voglio (Hold Your Man), regia di Sam Wood (1933)
- Prima colpa (Caged), regia di John Cromwell (1950)
- La rivolta delle recluse (Women's Prison), regia di Lewis Seiler (1955)
- Nella città l'inferno, regia di Renato Castellani (1958)
- 99 donne (Der heiße Tod), regia di Jesús Franco (1968)
- Camp 7 - Lager femminile (Love Camp 7), regia di Lee Frost (1969)
- Rivelazioni di un'evasa da un carcere femminile (Women in Cages), regia di Gerardo de Leon (1971)
- Sesso in gabbia (The Big Doll House), regia di Jack Hill (1971)
- Donne in catene (Black Mama, White Mama), regia di Eddie Romero (1972)
- The Big Bird Cage, regia di Jack Hill (1972)
- Femmine in gabbia (Caged Heat), regia di Jonathan Demme (1974)
- Prigione di donne, regia di Brunello Rondi (1974)
- Ilsa la belva delle SS (Ilsa, She Wolf of the SS), regia di Don Edmonds (1975)
- Penitenziario femminile per reati sessuali (Frauengefängnis), regia di Jesús Franco (1975)
- Le evase - Storie di sesso e di violenze, regia di Giovanni Brusatori (1978)
- Orinoco - Prigioniere del sesso, regia di Edoardo Mulargia (1980)
- Violenza in un carcere femminile, regia di Bruno Mattei (1982)
- Blade Violent - I violenti, regia di Bruno Mattei (1983)
- Detenute violente, regia di Gianni Siragusa (1985)
- Anime perse, regia di Bruno Mattei (2006)